# Christine Sinclair
Christine Margaret Sinclair (Burnaby, Columbia Británica, Canadá; 12 de junio de 1983) es una futbolista canadiense, juega como delantera y su equipo actual es el Portland Thorns de la National Women's Soccer League de Estados Unidos. Fue internacional con la Selección de Canadá desde 2000 hasta 2023, de la cual es la máxima goleadora histórica y jugadora con más presencias dentro del seleccionado. 
Considerada frecuentemente como la mejor futbolista en la historia de Canadá y una de las mejores en la historia del fútbol femenino, Sinclair es medallista olímpica de oro, dos veces medallista olímpica de bronce, 14 veces ganadora del premio a la Futbolista del Año en Canadá, y la futbolista con más goles internacionales en la categoría femenina y masculina con 190 tantos. Además, es la jugadora activa con más partidos internacionales, con 331 apariciones, y ostenta junto a Marta el récord femenino y masculino de haber marcado goles en cinco Mundiales distintos.
En sus 15 años jugando para el seleccionado canadiense, Sinclair participó en cinco Mundiales femeninos (Estados Unidos 2003, China 2007, Alemania 2011, Canadá 2015 y Francia 2019) y cuatro Juegos Olímpicos (Pekín 2008, Londres 2012, Río 2016 y Tokio 2020), y fue candidata a la Jugadora Mundial de la FIFA en siete oportunidades (2005, 2006, 2007, 2008, 2010, 2012 y 2016).
Sinclair ha ganado cuatro campeonatos nacionales en tres equipos distintos: la WPS del 2010 con el FC Gold Pride, la WPS del 2011 con el Western New York Flash y la NWSL del 2013 y 2017 con el Portland Thorns FC. En 2012 recibió el Trofeo Lou Marsh y el Premio Bobbie Rosenfeld, ambos galardones otorgados al atleta canadiense del año.
En septiembre de 2013, fue incluida en el Paseo de la Fama de Canadá y en junio de 2017, fue condecorada con la Orden de Canadá por el gobernador general David Johnston.
En diciembre de 2019, fue nombrada Futbolista Canadiense de la Década por la Asociación Canadiense de Fútbol.

## Biografía
Christine Sinclair nació el 12 de junio de 1983 en Burnaby, Columbia Británica. Sus padres son Bill y Sandra Sinclair.
Comenzó a jugar al fútbol a los 4 años en un equipo sub-7. Su padre Bill Sinclair y sus tíos Brian y Bruce Gant fueron todos campeones en el fútbol amateur canadiense (Brian y Bruce Gant también jugaron en el fútbol profesional). Su padre jugó en el UBC Thunderbirds de la Universidad de Columbia Británica y el New Westminster Blues en la Pacific Coast Soccer League.
Sinclair también jugó al básquetbol y al béisbol en su juventud. Jugando para un equipo de béisbol masculino de Burnaby, llegó a ser incluida en el equipo estrella sub-11 en la posición de segunda base. Eligió jugar con la casaca número 12 como tributo al reconocido segunda base de los Toronto Blue Jays Roberto Alomar.
A los 11 años, fue incluida en el equipo estrella femenino sub-14 de Columbia Británica. Jugando para el Burnaby Girls Soccer Club consiguió 6 campeonatos y 5 títulos provinciales. Asistió a la escuela secundaria Burnaby South, en donde lideró el equipo de fútbol con el que logró 3 campeonatos. Jugó en el seleccionado sub-18 de Canadá antes de su debut profesional a los 16 años en la Copa de Algarve del 2000 en donde quedó en segundo lugar en la tabla de goleadoras con 3 goles.

### Universidad de Portland (2001–2005)
En 2001, Sinclair ingresó a la Universidad de Portland, donde se graduó en Ciencias de la Vida y jugó para los Portland Pilots creando inmediatamente un impacto en su rendimiento. Terminó su primera temporada con 23 goles y 8 asistencias, liderando la tabla de goleadoras debutantes en la División I de la NCAA. Fue nombrada Debutante del Año por el sitio web Soccer America, e incluida en el equipo estrella All-America.
En su segunda temporada con los Pilots, Sinclair fue máxima goleadora de la División I con 26 tantos. Anotó dos goles en la final del campeonato contra la Universidad de Santa Clara, el segundo tanto fue el gol de oro que consagró a los Pilots como campeones. Sinclair ganó tres premios diferentes a la Jugadora del Año y fue finalista del Hermann Trophy. Nombrada como Jugadora del Año de la West Coast Conference (WCC), fue incluida por segundo año consecutivo en el equipo estrella All-American. Debido a su gran desempeño en el equipo nacional canadiense y en el fútbol universitario de Estados Unidos, el periódico The Globe and Mail la nombró como una de las 25 personas más influyentes del 2002 en el deporte de Canadá.
En 2003, jugó para el seleccionado canadiense en la Copa Mundial Femenina. Al año siguiente, volvió al Pilots y terminó la temporada con 22 goles, el premio Hermann Trophy y nombrada como Jugadora del Año de la WCC.
En su último año en la universidad, logró el récord histórico de goles en la División I con 39 tantos. Se despidió de su carrera universitaria con dos goles en la final nacional contra la Universidad de California, con lo cual alcanzó el récord de más goles convertidos en la postemporada de la NCAA (25). Volvió a ser Jugadora del Año de la WCC convirtiéndose en la segunda futbolista en la historia de la conferencia en obtener tres veces este reconocimiento. Fue nombrada Académica del Año por CoSIDA al recibirse con un promedio casi perfecto. Ganó nuevamente el Hermann Trophy, convirtiéndose en la tercera mujer en obtenerlo en dos años consecutivos. Gracias a su temporada récord en 2005, ganó la Honda-Broderick Cup como la atleta universitaria del año. Sinclair terminó su carrera universitaria con 110 goles (segunda en la tabla histórica de goleadoras de la División I) y 32 asistencias en 94 encuentros.

## Trayectoria

### FC Gold Pride (2009–2010)

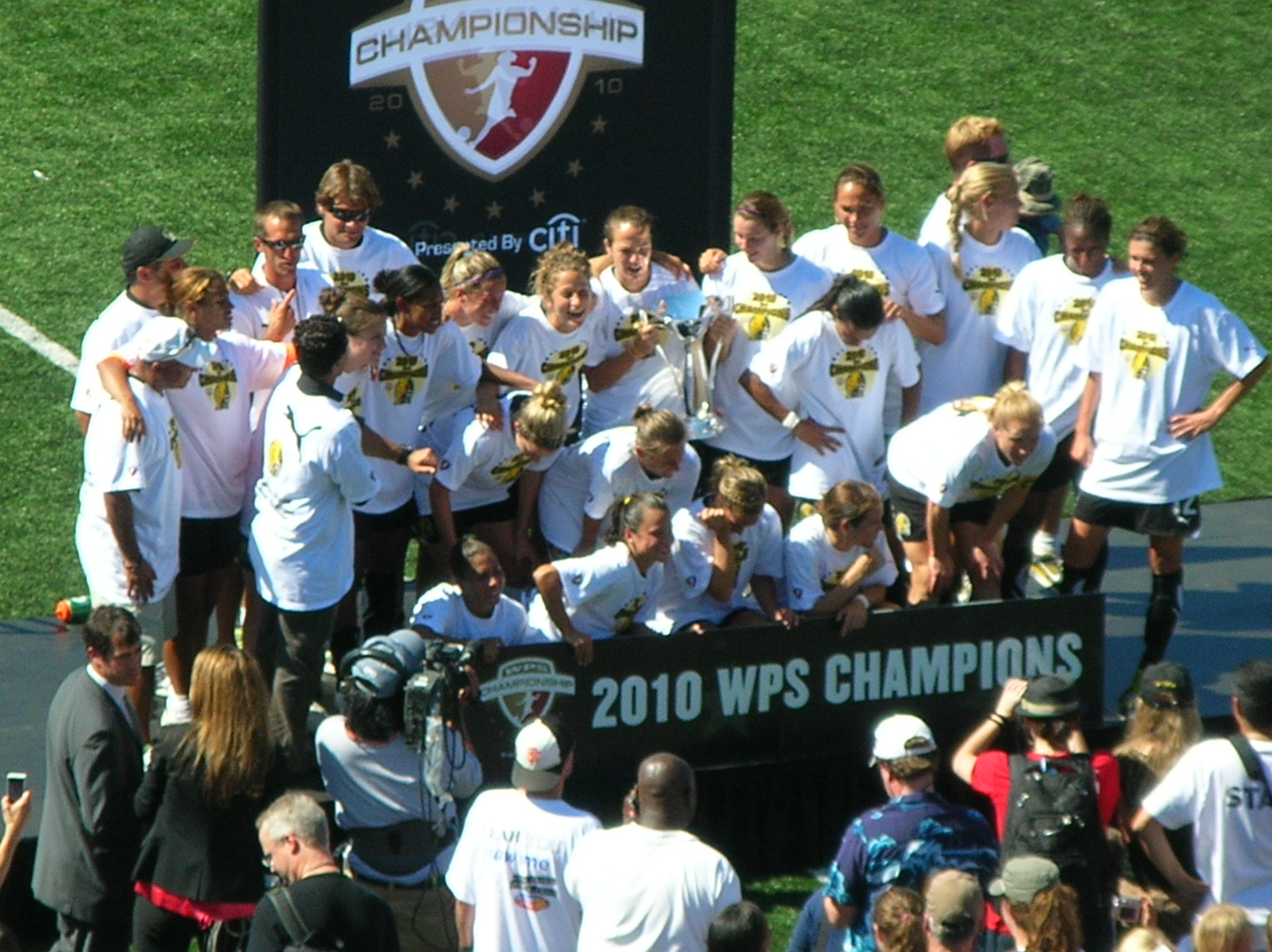
Sinclair (primera desde la derecha) luego de ganar la WPS de 2010 con el FC Gold Pride.

En 2009, Sinclair empezó a jugar para el FC Gold Pride en la Women's Professional Soccer (WPS), en aquel tiempo la máxima categoría del fútbol femenino en Estados Unidos. A pesar de ser la goleadora del equipo con 6 goles, el Pride terminó esa temporada en último lugar.
Sinclair comenzó la temporada 2010 con 2 tantos en la victoria del Pride por 3 a 1 contra el defensor del título Sky Blue FC. En la semana 14, fue nombrada Jugadora de la Semana de la WPS, luego de anotar dos tantos contra el segundo de la tabla Philadelphia Independence. El equipo tuvo un gran desempeño y finalizó la temporada regular en el primer puesto gracias a la victoria ante el Philadelphia Independence 4 a 1, con goles de Sinclair, Marta y Kelley O'Hara.
Así, el FC Gold Pride se clasificó directamente a la final del campeonato en donde se volvería a encontrar con el Independence. Sinclair aportó dos goles al 4 a 0 final con el que su equipo se coronó campeón de la WPS. A pesar de su exitosa temporada, el FC Gold Pride dejó de existir a finales de ese mismo año debido a problemas económicos.

### Western New York Flash (2011)
A finales del 2010, el Western New York Flash anunció la incorporación de la canadiense al equipo de cara a la temporada 2011 de la WPS. El juego de Sinclair fue clave para que el Flash lograra el primer puesto en la fase regular, quedando como goleadora del equipo con 10 goles y 8 asistencias. En agosto de 2011, fue nombrada MVP de la final del campeonato luego de que su equipo se coronara campeón de la WPS. Sinclair marcó el 1 a 0 contra el Philadelphia Independence, quien más tarde lograría el empate llevando la definición del encuentro a los penales en donde la canadiense no desperdició su oportunidad.

### Portland Thorns FC (2013–presente)

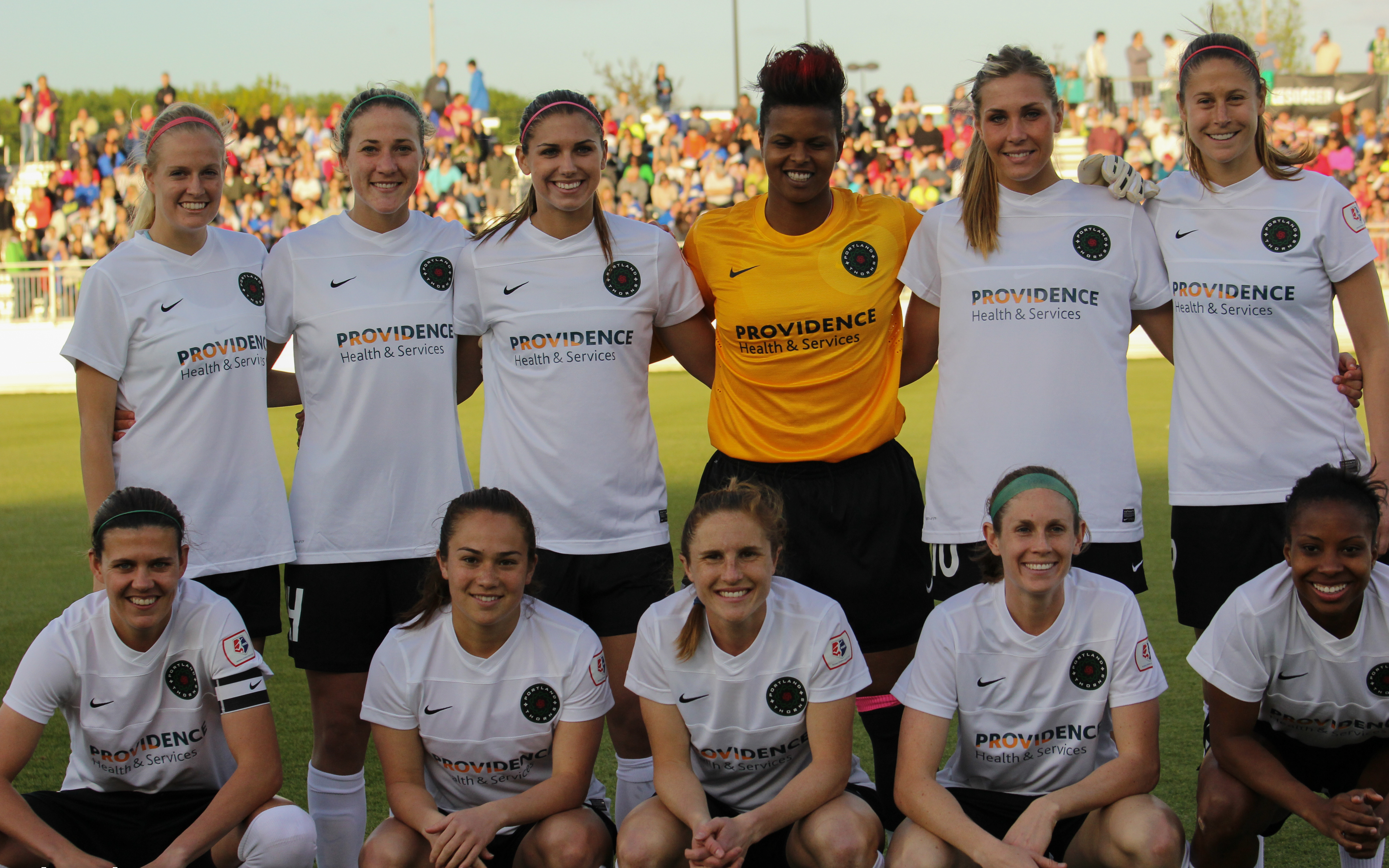
Sinclair (abajo a la izquierda) en el once inicial del Portland Thorns FC, en mayo de 2013.

En 2013, Sinclair se volvió la flamante jugadora del recién creado Portland Thorns FC, esta vez jugando la temporada inaugural de la National Women's Soccer League (NWSL). En su partido debut, marcó el que sería el primer gol en la historia del Thorns: un penal a los 66 minutos para rescatar un empate ante el FC Kansas City. En abril, fue nombrada como Jugadora del Mes por su gran desempeño en sus primeros tres partidos. Durante la temporada, capitaneó al Thorns en 20 partidos y empató como goleadora del equipo con su compañera Alex Morgan con 8 tantos.
Luego de finalizar tercero en la fase regular, el Thorns avanzó a los playoffs en donde se llevó una victoria 3 a 2 contra el Kansas City. En la final del campeonato se encontraron contra los campeones de la fase regular, el Western New York Flash. Sinclair anotó el 2 a 0 a los 92 minutos para sellar la victoria y darle al equipo su primer título.
En la temporada 2017 y luego de unos años sin buen rendimiento, Sinclair fue otra vez goleadora del equipo con 8 tantos y llevó al Thorns a los playoffs luego de quedar segundos en la fase regular. En las semifinales anotó otro gol y empató el récord de goles marcados en los playoffs de la NWSL. Días después ganaría su segundo título con el Portland Thorns luego de una victoria 1 a 0 en la final contra el North Carolina Courage.

## Selección nacional
Sinclair jugó para la selección canadiense sub-18 antes de hacer su debut en la selección mayor a los 16 años en ocasión de la Copa de Algarve 2000, donde sus 3 tantos le bastaron para ser la goleadora del torneo. En la Copa de Oro Femenina de la Concacaf de 2002 fue nuevamente goleadora del torneo junto a su compañera Charmaine Hooper y la estadounidense Tiffeny Milbrett, todas con 7 goles. El mismo año, representó a Canadá en el campeonato inaugural de la Copa Mundial Femenina de Fútbol Sub-19 de 2002. Su récord de 10 goles en el torneo le dieron a Canadá el subcampeonato mientras que Sinclair se llevó la Bota de Oro por ser goleadora y el Balón de Oro por ser la MVP del campeonato. A febrero de 2020, se encuentra en el primer puesto mundial como el/la jugador/a con más goles internacionales con 186 tantos.
Sinclair ha jugado 15 años en el equipo nacional, ha participando en cinco Copas Mundiales Femeninas de la FIFA y tres Torneos Olímpicos de Fútbol.
Actualmente es la futbolista que tiene los récords de mayor cantidad de presencias internacionales y mayor cantidad de goles en la selección nacional. Ostenta el récord de goles en una fase final Sub-20 con un total de diez. También tiene el récord de goles por encuentro: metió cinco en el Inglaterra-Canadá de cuartos de final, en el que las canadienses vencieron por 6-2 en Edmonton en 2002.

### Copa Mundial Femenina 2003
En la Copa Mundial Femenina de Fútbol de 2003, Sinclair anotó tres goles y puso al combinado canadiense en el cuarto lugar, un puesto sin precedentes en la historia de Canadá en los mundiales femeninos. En el primer partido ante Alemania, en la fase de grupos, la delantera abrió el marcador a los 4 minutos, pero las canadienses terminarían sufriendo una dura derrota por 4 a 1. Luego de una victoria 3 a 0 ante Argentina, vendría el último partido de la fase inicial ante Japón. Con goles de Sinclair, Christine Latham y Kara Lang, Canadá ganó 3 a 1 y avanzó a cuartos de final al terminar segundo en su grupo. Consiguió una victoria 1 a 0 ante China con un gol de Charmaine Hooper a los 7 minutos para avanzar a las semifinales. Fue un logro histórico para las canadienses, teniendo en cuenta que en ninguno de los mundiales anteriores habían logrado una victoria. Canadá perdió las semifinales 2 a 1 ante Suecia y se enfrentó a Estados Unidos por el tercer puesto, el cual perdió por 3 a 1, finalizando en cuarto lugar. Sinclair anotó el único gol canadiense.

### Mundial Femenino 2007 y CONCACAF 2010
En el primer encuentro del Mundial Femenino de 2007, Canadá cayó 2 a 1 ante Noruega. Sinclair anotó dos goles en el siguiente partido ante Ghana que concluyó con un 4 a 0 a favor de Canadá. En el último partido de la fase de grupo, la delantera marcó un gol ante Australia, partido que finalizó 2 a 2. Canadá terminó en tercer lugar y no avanzó a la siguiente etapa.
El 30 de agosto de 2007, Sinclair jugó su 100.º partido internacional, en un 0 a 0 amistoso ante Japón.
En noviembre de 2010, Sincalir anotó el gol decisivo en la final del Premundial CONCACAF ante México, dándole a Canadá su segundo campeonato premundial.

### Primera medalla olímpica en Londres 2012

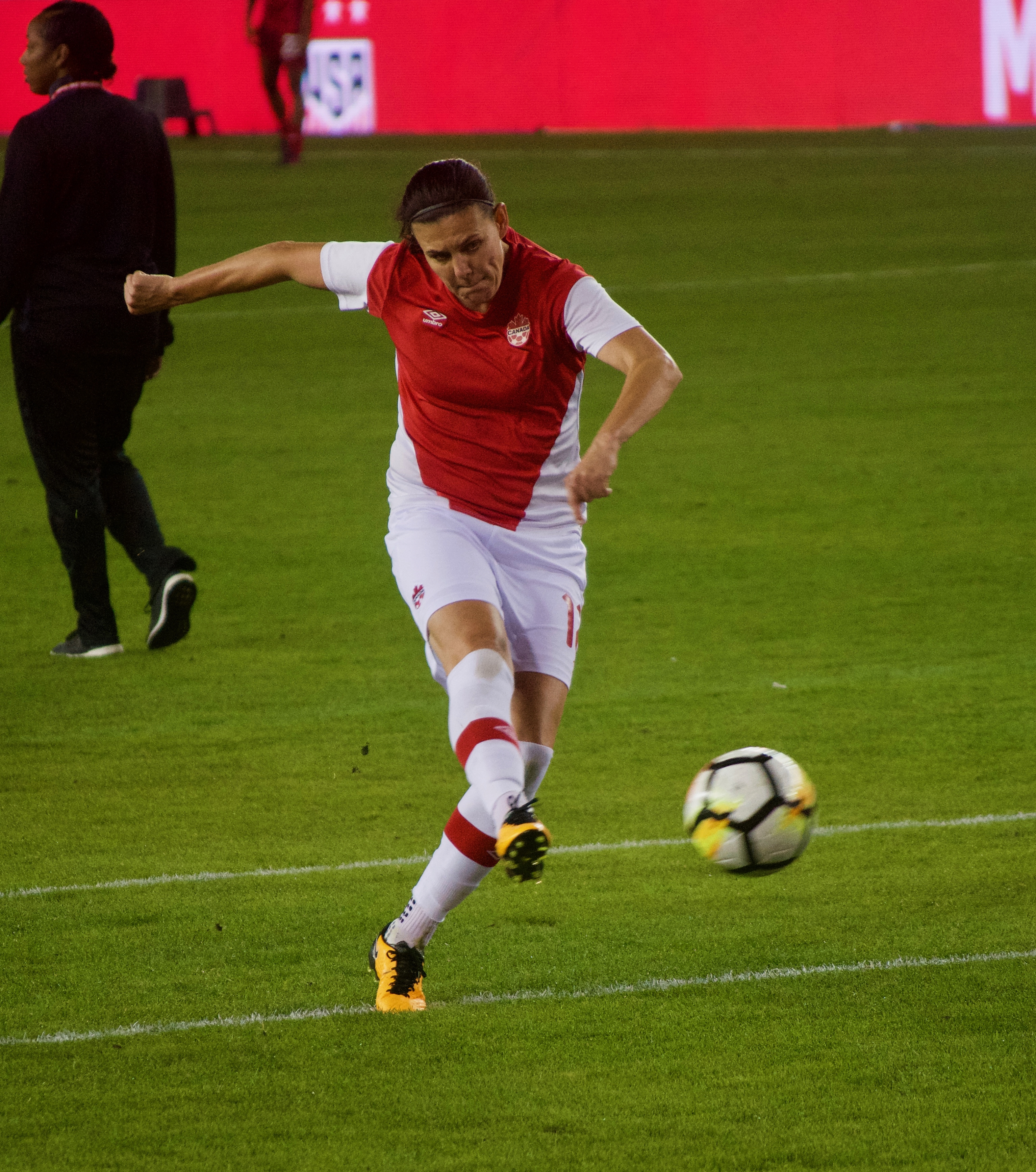
Sinclair haciendo calentamiento con la selección de Canadá en 2017.

Luego de una magra participación en el Mundial del 2011 (Sinclair marcó el único gol del equipo que terminó último en su grupo), llegarían los Juegos Olímpicos de 2012. En el certamen, Sinclair rompió el récord de goles anotados en un torneo olímpico de fútbol femenino, llevándose la Bota de Oro por ser la goleadora del torneo con 6 goles.
El duelo a destacar fue la semifinal contra Estados Unidos en el Old Trafford, encuentro que la prensa canadiense llamó "El mejor partido del fútbol femenino jamás jugado". En este, la canadiense mostró un notable juego ofensivo que resultó en su hat-trick más memorable. Sin embargo, a cada gol de Sinclair le seguíó el gol del empate de parte de las estadounidenses que finalmente lograron el agónico 4-3 final de la mano de Alex Morgan en el tiempo de alargue. El equipo no quedó contento con la actuación de la árbitra quien cobró faltas polémicas que terminaron favoreciendo a Estados Unidos. Luego del partido, Sinclair declaró "la réferi decidió el resultado antes de que el partido empezara", a lo que la FIFA respondió sancionándola con cuatro fechas de suspensión.
Finalmente, el seleccionado terminaría llevándose la medalla de bronce luego de vencer a Francia 1 a 0. Por el esfuerzo y liderazgo mostrado en la semifinal del certamen, Sinclair fue designada para portar la bandera de su país en la ceremonia de clausura, y reconocida con la Medalla del jubileo de diamante de la reina Isabel II.
El 12 de diciembre de 2013, Sinclair jugó su partido internacional número 200, anotando su 147.° gol con la selección en una victoria 2 a 0 contra Escocia en el Torneo Internacional de Manaus.

### Mundiales de 2015 y 2019
En el Mundial Femenino de 2015 celebrado en Canadá, Sinclair anotó el único gol del equipo en fase de grupos, una victoria 1 a 0 contra China con un gol de penal en tiempo de descuento. En los cuartos de final marcó un tanto contra Inglaterra en un intento por remontar el 2 a 0 que impusieron las inglesas en los primeros 20 minutos del partido. Sin embargo el encuentro finalizó 2 a 1 y Canadá quedó fuera del mundial.
En el Mundial de 2019, en un partido ante Holanda, la canadiense anotó su décimo gol en cinco mundiales diferentes, un récord en el fútbol femenino y masculino que solo había logrado Marta Vieira da Silva. Canadá se clasificó a los octavos de final pero perdió 1 a 0 ante Suecia.

### Preolímpico de CONCACAF 2020
El 29 de enero de 2020, en el Preolímpico Femenino de CONCACAF, Sinclair marcó sus goles número 184 y 185 ante San Cristóbal y Nieves y se convirtió en la máxima goleadora a nivel selecciones en el fútbol femenino y masculino, superando el récord de Abby Wambach de 184 goles.

## Estadísticas

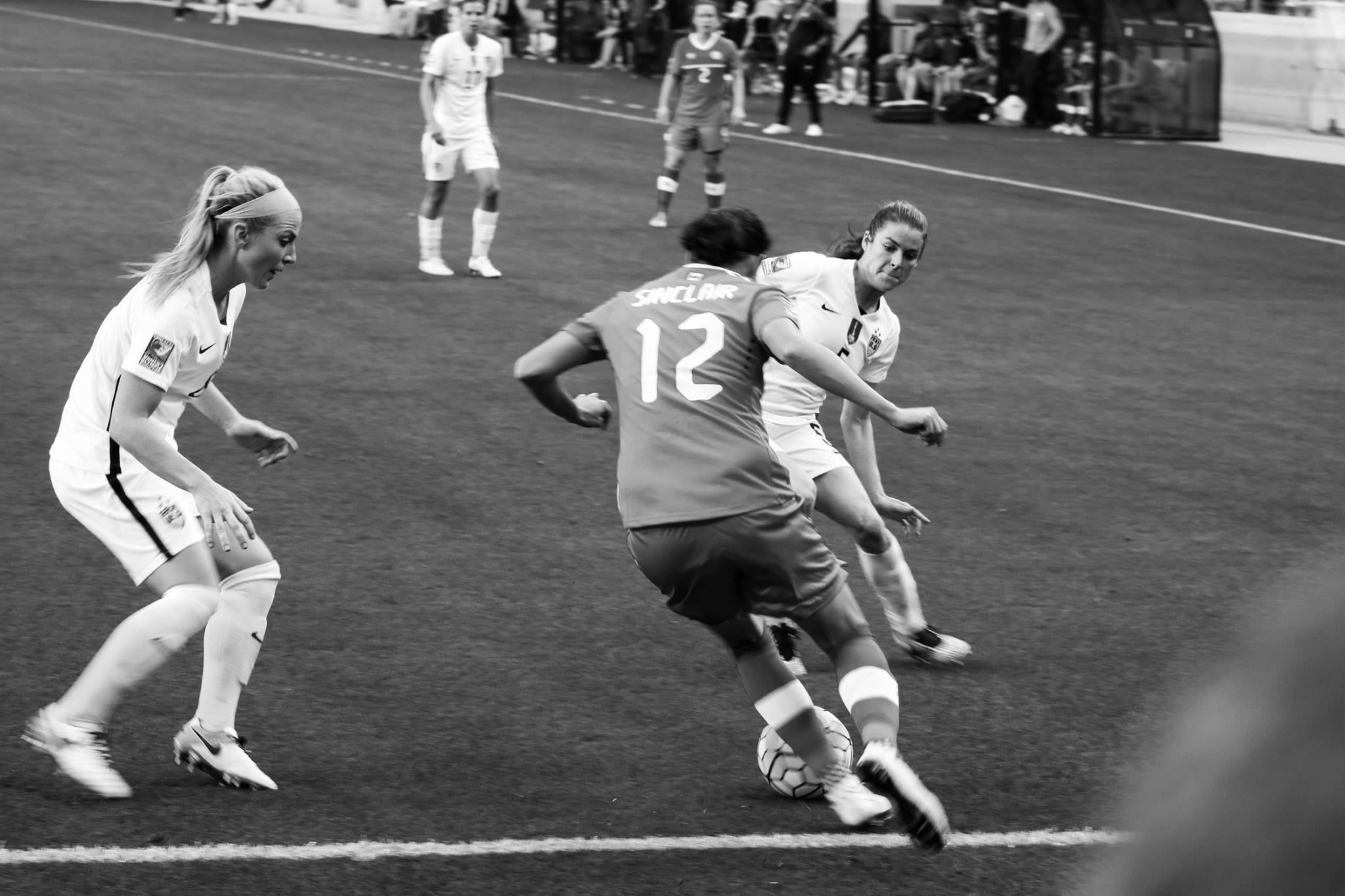
Sinclair se enfrenta a dos defensoras en un partido contra en enero de 2017.

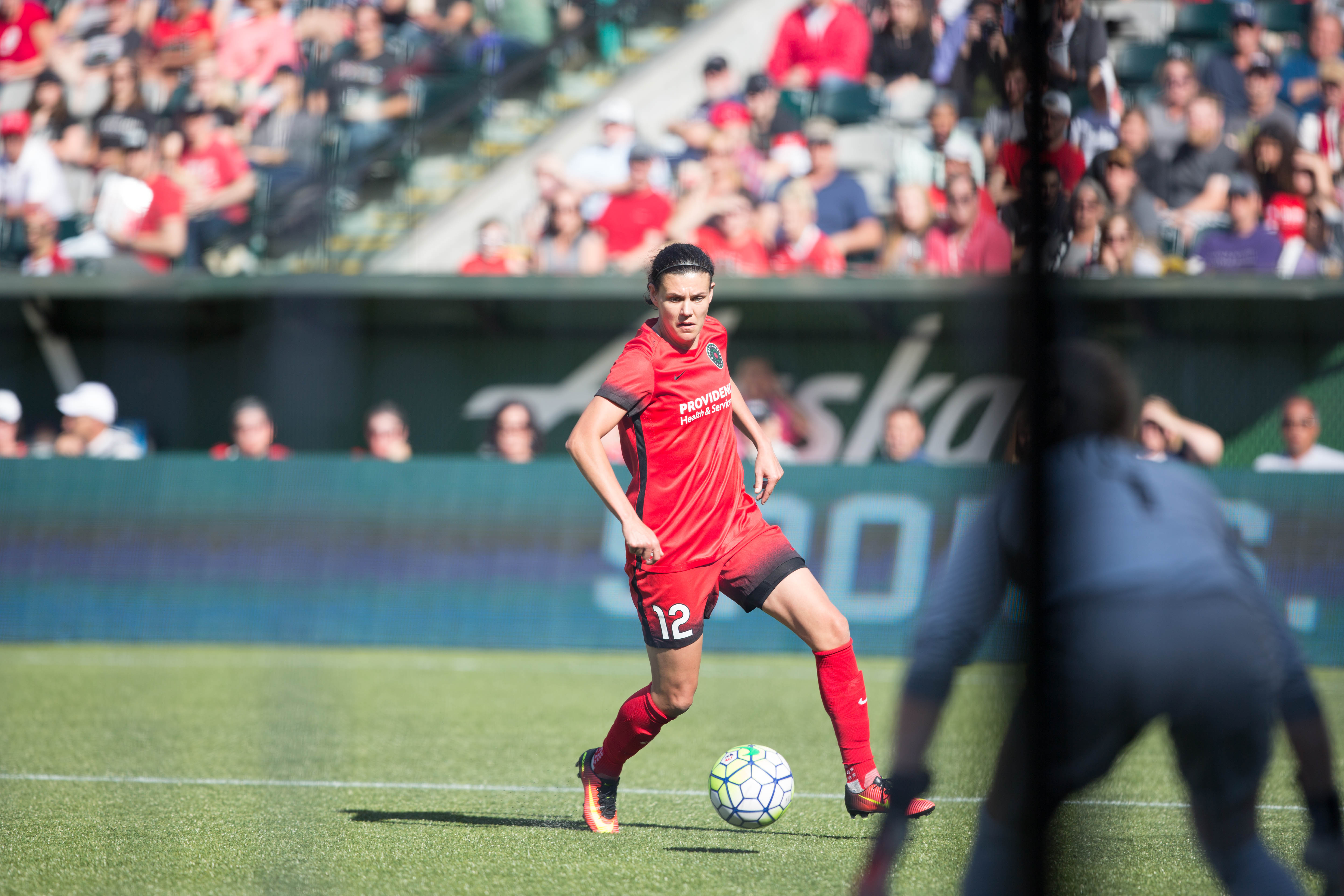
Sinclair jugando para el Portland Thorns en 2016.

Actualizado al 29 de enero de 2020.

### Goles internacionales
| \| Competición \| Goles \| \| ------------------------------- \| ----- \| \| Copa Mundial Femenina de Fútbol \| 10 \| \| Premundial Femenino Concacaf \| 24 \| \| Juegos Olímpicos[n 1] \| 32 \| \| Torneos por invitación[n 2] \| 80 \| \| Amistosos \| 40 \| \| Total \| 186 \| 1. 2. |       |
| Competición | Goles |
| Copa Mundial Femenina de Fútbol | 10    |
| Premundial Femenino Concacaf | 24    |
| Juegos Olímpicos | 32    |
| Torneos por invitación | 80    |
| Amistosos | 40    |
| Total | 186   |

### Goles en competiciones nacionales
| Equipo             | Liga  | Edición | Fase Regular | Fase Regular | Eliminatorias | Eliminatorias | Total | Total |
| Equipo             | Liga  | Edición | Part.        | Goles        | Part.         | Goles         | Part. | Goles |
| ------------------ | ----- | ------- | ------------ | ------------ | ------------- | ------------- | ----- | ----- |
| Portland Thorns FC | NWSL  |         |              |              |               |               |       |       |
| Portland Thorns FC | NWSL  | 2013    | 20           | 8            | 2             | 1             | 22    | 9     |
| Portland Thorns FC | NWSL  | 2014    | 23           | 7            | 1             | 0             | 24    | 7     |
| Portland Thorns FC | NWSL  | 2015    | 9            | 2            | 0             | 0             | 9     | 2     |
| Portland Thorns FC | NWSL  | 2016    | 11           | 6            | 1             | 1             | 12    | 7     |
| Portland Thorns FC | NWSL  | 2017    | 24           | 8            | 2             | 1             | 26    | 9     |
| Portland Thorns FC | NWSL  | 2018    | 24           | 9            | 2             | 0             | 26    | 9     |
| Portland Thorns FC | NWSL  | 2019    | 17           | 9            | 1             | 0             | 18    | 9     |
| Total              | Total | Total   | 127          | 49           | 9             | 3             | 136   | 52    |

## Clubes
| Club                   | País           | Año             |
| ---------------------- | -------------- | --------------- |
| Vancouver Breakers     | Canadá         | 2001 - 2002     |
| Portland Pilots        | Estados Unidos | 2001 - 2005     |
| Vancouver Whitecaps    | Canadá         | 2006 - 2009     |
| FC Gold Pride          | Estados Unidos | 2009 - 2011     |
| Western New York Flash | Estados Unidos | 2011 - 2013     |
| Portland Thorns        | Estados Unidos | 2013 - presente |

## Palmarés

### Títulos nacionales
| Título                         | Club                   | País           | Año  |
| ------------------------------ | ---------------------- | -------------- | ---- |
| División I de la NCAA          | Portland Pilots        | Estados Unidos | 2002 |
| División I de la NCAA          | Portland Pilots        | Estados Unidos | 2005 |
| W-League                       | Vancouver Whitecaps    | Canadá         | 2006 |
| Women's Professional Soccer    | FC Gold Pride          | Estados Unidos | 2010 |
| Women's Professional Soccer    | Western New York Flash | Estados Unidos | 2011 |
| National Women's Soccer League | Portland Thorns FC     | Estados Unidos | 2013 |
| National Women's Soccer League | Portland Thorns FC     | Estados Unidos | 2017 |
| Fall Series                    | Portland Thorns FC     | Estados Unidos | 2020 |
| NWSL Challenge Cup             | Portland Thorns FC     | Estados Unidos | 2021 |
| National Women's Soccer League | Portland Thorns FC     | Estados Unidos | 2022 |

### Títulos internacionales
| Título                       | Equipo | Sede           | Año  |
| ---------------------------- | ------ | -------------- | ---- |
| Juegos Panamericanos         | Canadá | Río de Janeiro | 2007 |
| Premundial Femenino Concacaf | Canadá | México         | 2010 |
| Juegos Panamericanos         | Canadá | Guadalajara    | 2011 |
| Juegos Olímpicos             | Canadá | Londres        | 2012 |
| Juegos Olímpicos             | Canadá | Río de Janeiro | 2016 |
| Juegos Olímpicos             | Canadá | Tokio          | 2020 |

## Distinciones

### Distinciones individuales
| Distinción                                  | Evento                                 | Año  |
| ------------------------------------------- | -------------------------------------- | ---- |
| Futbolista Canadiense del Año               | Futbolista del año en Canadá           | 2000 |
| Bota de Oro                                 | Copa Mundial Femenina de Fútbol Sub-20 | 2002 |
| Balón de Oro                                | Copa Mundial Femenina de Fútbol Sub-20 | 2002 |
| Futbolista Canadiense del Año               | Futbolista del año en Canadá           | 2004 |
| Futbolista Canadiense del Año               | Futbolista del año en Canadá           | 2005 |
| Futbolista Canadiense del Año               | Futbolista del año en Canadá           | 2006 |
| Futbolista Canadiense del Año               | Futbolista del año en Canadá           | 2007 |
| Futbolista Canadiense del Año               | Futbolista del año en Canadá           | 2008 |
| Futbolista Canadiense del Año               | Futbolista del año en Canadá           | 2009 |
| Futbolista Canadiense del Año               | Futbolista del año en Canadá           | 2010 |
| Futbolista Canadiense del Año               | Futbolista del año en Canadá           | 2011 |
| Jugadora Más Valiosa de la Final            | Women's Professional Soccer            | 2011 |
| Goleadora del Torneo                        | Juegos Olímpicos                       | 2012 |
| Trofeo Lou Marsh a la atleta del año        | Trofeo Lou Marsh                       | 2012 |
| Premio Bobbie Rosenfeld a la atleta del año | Premio Bobbie Rosenfeld                | 2012 |
| Atleta del Año                              | Sportsnet                              | 2012 |
| Futbolista Canadiense del Año               | Futbolista del año en Canadá           | 2012 |
| Jugadora del Mes (abril)                    | National Women's Soccer League         | 2013 |
| Futbolista Canadiense del Año               | Futbolista del año en Canadá           | 2013 |
| Futbolista Canadiense del Año               | Futbolista del año en Canadá           | 2014 |
| Futbolista Canadiense del Año               | Futbolista del año en Canadá           | 2016 |
| Jugadora del Mes (junio)                    | National Women's Soccer League         | 2016 |
| Jugadora Olímpica                           | Juegos Olímpicos                       | 2016 |
| Futbolista Canadiense del Año               | Futbolista del año en Canadá           | 2018 |
| Futbolista Canadiense de la Década          | Asociación Canadiense de Fútbol        | 2019 |

1. ↑  Distinción otorgada por la National Women's Soccer League por el desempeño de Sinclair en los Juegos Olímpicos.[67]

### Distinciones honoríficas
| Condecoración                                         | Criterio | Año  | Ref.   |
| ----------------------------------------------------- | --- | ---- | ------ |
| Medalla del jubileo de diamante de la reina Isabel II | "Por un logro o servicio público excepcional."                                                                                       | 2012 | [ 61 ] |
| Oficial de la Orden de Canadá                         | "El más alto grado de mérito, un servicio o nivel de talento sobresaliente, o una contribución excepcional a Canadá y la humanidad." | 2017 | [ 1 ]  |

### Otros reconocimientos
- En 2013, Sinclair fue incluida en el Paseo de la fama de Canadá.[12]
- En octubre de 2013, recibió un doctorado honoris causa por parte de la Universidad Simon Fraser.[68]
- En 2015, Sinclair apareció en un sello postal canadiense en conmemoración de la Copa Mundial Femenina de Fútbol de 2015 celebrada en Canadá.[69]

## En la cultura popular

### Televisión y cine
En 2012, Sinclair fue el foco de un documental corto titulado The Captian, y protagonista de un episodio de The Difference Makers with Rick Hansen. En 2015, apareció en un documental producido por TSN llamado RISE junto al resto de la selección de Canadá. En el mismo año, apareció en un comercial televisivo para Coca-Cola.

### Revistas
Sinclair apareció en la revista Sportsnet Magazine en junio de 2015 y fue tapa de las revistas The Walrus (junio de 2013), Ottawa Life Magazine (mayo/junio de 2015), FACES Magazine (diciembre de 2015), y Canadian Business (agosto de 2016).

### Otros trabajos
En 2016, Sinclair apareció en la versión canadiense del FIFA 16 de EA Sports y, junto a Alex Morgan y Steph Catley, fue una de las primeras atletas femeninas en aparecer en la portada de un videojuego de la EA Sports. En julio de 2017, Sinclair, junto a la cadena de restaurantes A&W y la Sociedad de Esclerosis Múltiple de Canadá, realizó una campaña de concienciación sobre la esclerosis múltiple.